# Slaget vid Ängelholm
Slaget vid Ängelholm var ett slag under Karl X Gustavs första danska krig mellan Sverige och Danmark. Svenskarna fick till slut dra sig tillbaka. 

## Bakgrund
Den 5 juni 1657 förklarade Danmark officiellt Sverige krig genom att en härold och en trumpetare, på medeltida vis, överlämnade Frederik III:s krigsförklaring till rikstygmästaren Erik Stenbock i Halmstad.  Svenske riksdrotsen Per Brahe d.y. samlade svenskt krigsfolk i Markaryd. Förutom "Göingehövdingen"  Svend Povlsens friskyttar runt Hallandsås, så avvaktade danskarna under befäl av Ulrik Christian Gyldenløve med krigshandlingar under tidiga sommaren. Detta medförde att svenskarna i mitten av juli hade ca 3 700 samövade soldater i Markaryd.
Brahe bestämde sig, bland annat av proviantskäl, att i stället gå ner mot Skåne och börja med att anfalla friskyttarna i Båstad. I gryningen den 18 juli kom det till strid mellan två av Povlsens friskyttekompanier och den svenska förtruppen vid Hemmeslöv utanför Båstad. 30 friskyttar dödades och resten av friskyttestyrkan retirerade mot Ängelholm, därefter kunde svenskarna inta och plundra Båstad som försågs med en liten garnison.  Innevånarna i staden var förvarnade och hade gått ombord på de fartyg som fanns tillgängliga.
Per Brahe fortsatte med huvuddelen av kavalleriet och två kanoner söderut mot Ängelholm. Bron över Kägleån vid Errarp hade rivits och svenskarna vadade över ån, och slog tillbaka den danska förvakten på 200 ryttare, som förföljdes till Ängelholms stadsport. Efter kraftig beskjutning retirerade svenskarna, och den 19 juli var de tillbaka i Båstad.
Den 26 juli anlände riksrådet Axel Urup till Ängelholm med den danska huvudstyrkan. Samtidigt gavs order om ett allmänt bondeuppbåd i Skåne. På kvällen den 4 augusti marscherade Per Brahe återigen söderut från Laholm med sin armé på 3 700 man, via Östra Karup över Hallandsåsen till Margretetorp där man slog läger. Samtidigt förberedde sig danska armén på cirka 3 000 man, förstärkta med Povlsens friskyttar, för strid i och runt Ängelholm. 

## Slaget
Vid fyratiden på morgonen den 5 augusti ställdes härarna upp i slagordning. Danskarna väster om staden i nuvarande stadsdelen Skälderviken, och svenskarna vid ån.
Då bron över Kägleån (Errarpsån) hade raserats, hindrades svenskarna att ta sig över av Poulsens friskyttar. Så småningom tog sig svenskarna över ån, och förföljde friskyttarna till stadsporten, där svenskarna återigen stoppades och striderna övergick i handgemäng och närstrid med värja och pistol. 
Ängelholm med sina 18 hus längs en enda gata var väl skyddat av Rönne å på tre sidor, samt med en palissad på norra sidan och kanonbatterier. Under hela dagen sköt man på varandra från vardera hållet med kanoner och musköter utan att åstadkomma någon större skada. Men det var omöjligt för svenskarna att bryta igenom då danska artilleriet behärskade området.
Urup insåg att svenskarnas enda chans var att anfalla närmare Rönneåns utlopp, och beordrade förstärkt vakt och nya försvarslinjer i det området.
Då båda sidor började anläggningsarbete av löpgravar och skansar under cirka en vecka, verkade ett ställningskrig vara nära. Svenskarna lyckades inte ta sig över Rönne å eller storma Ängelholm, medan danskarna inte kunde driva tillbaka svenskarna.
Eftersom svenskarna redan led av matbrist kunde Brahe inte vara kvar i sin nuvarande ställning. På natten den 13 augusti vadade svenskarna tillbaka över Kägleån, tillbaka mot Båstad och vidare mot Laholm. 

## Följder
Då danskarna sökte en ny artilleriposition vid Rebbelberga för att bättre kunna beskjuta svenska lägret vid Errarp, så fann de i stället lägret tomt. Efter en första överraskning om att svenskarna plötsligt försvunnit, så tog danskarna initiativet. Med uppbådad förstärkning gick drygt 6 000 man över Rönne å vid Tranarp och därifrån till Skillinge den 14 augusti. Efter en mindre ryttarstrid på Hallandsåsen vid Hemmeslöv den 15 augusti, marscherade den danska huvudstyrkan över gränsen till Halland den 17:e. Då Brahe inte ville ge sig in i någon större strid, drog sig svenskarna tillbaka från Laholm, och mot Halmstad den 20 augusti för att därifrån samla förstärkning. Danskarna som observerat avmarschen gick in i Laholm och började belägra den kvarvarande svenska styrkan på slottet Lagaholm.